# Jaskinia żółtego psa
Jaskinia żółtego psa (niem. Die Höhle des gelben Hundes) – niemiecko-mongolski dramat filmowy z 2005 roku. Za reżyserię i scenariusz produkcji odpowiadała Byambasuren Davaa. Zdjęcia do filmu wykonał Daniel Schönauer. Kręcono je w Mongolii.
Film w 2006 roku zdobył Niemiecką Nagrodę Filmową dla najlepszej dziecięcej roli.

## Fabuła
Sześcioletnia Nansal (Nansal Batchuluun), najstarsza córka mongolskich koczowników, znajduje małego psa, któremu nadaje imię „Zochor”. Kiedy przynosi go do domu, ojciec obawia się, że zwierzę może przynieść nieszczęście i postanawia się go pozbyć. Wbrew poleceniu taty, dziewczynka ukrywa psa. Pewnego dnia rodzina postanawia przenieść obóz. Wówczas ojciec dowiaduje się o tym, że jego córka go nie posłuchała. Za karę ojciec przywiązuje psa do słupa. Kiedy jednak ten ratuje niemowlę przed atakiem sępów, ojciec zmienia zdanie i akceptuje go jako członka rodziny.

## Obsada
- Nansalmaa Batchuluun jako młodsza córka
- Batchuluun Urjindorj jako ojciec
- Babbayar Batchuluun jako syn
- Nansal Batchuluun jako starsza córka
- Buyandulam Daramdadi jako matka

Źródło.